# Wiesenbrüterlebensraum Schwäbisches Donauried
Wiesenbrüterlebensraum Schwäbisches Donauried este o arie protejată (arie de protecție specială avifaunistică — SPA) din Germania întinsă pe o suprafață de 3.994,55 ha, integral pe uscat.

## Localizare
Centrul sitului Wiesenbrüterlebensraum Schwäbisches Donauried este situat la coordonatele 48°36′24″N 10°38′36″E / 48.6067°N 10.6433°E.

## Înființare
Situl Wiesenbrüterlebensraum Schwäbisches Donauried a fost declarat arie de protecție specială avifaunistică în septembrie 2006 pentru a proteja 19 specii de animale.

## Biodiversitate
Situată în ecoregiunea continentală, aria protejată nu include niciun habitat protejat.
La baza desemnării sitului se află mai multe specii protejate de  păsări (19): ciuf de câmp (Asio flammeus), erete de stuf (Circus aeruginosus), prepeliță (Coturnix coturnix), cristeiul de câmp (Crex crex), presură sură (Emberiza calandra), becațină comună (Gallinago gallinago), sfrâncioc roșiatic (Lanius collurio), privighetoare (Luscinia megarhynchos), gaia neagră (Milvus migrans), Numenius arquata arquata, grangur (Oriolus oriolus), viespar (Pernis apivorus), Rallus aquaticus aquaticus, pițigoi-pungar (Remiz pendulinus), mărăcinar (Saxicola rubetra), mărăcinar negru (Saxicola torquatus), turturică (Streptopelia turtur), silvie de câmp (Sylvia communis), nagâț (Vanellus vanellus).